# Сан Рафел (Калифорнија)
Сан Рафаел (енгл. San Rafael) град је у америчкој савезној држави Калифорнија. По попису становништва из 2020. у њему је живело 61.271 становника.

## Демографија
Према попису становништва из 2010. у граду је живело 57.713 становника, што је 1.650 (2,9%) становника више него 2000. године.
| Група             | 2000.          | 2010.          |
| Белци             | 36.960 (65,9%) | 34.031 (59,0%) |
| Афроамериканци    | 1.257 (2,2%)   | 1.154 (2,0%)   |
| Азијати           | 3.133 (5,6%)   | 3.513 (6,1%)   |
| Хиспаноамериканци | 13.070 (23,3%) | 17.302 (30,0%) |
| Укупно            | 56.063         | 57.713         |